# 4421 Kayor
A 4421 Kayor (ideiglenes jelöléssel 1942 AC) a Naprendszer kisbolygóövében található aszteroida. Karl Wilhelm Reinmuth fedezte fel 1942. január 14-én.